# Commercial Bank of Ethiopia

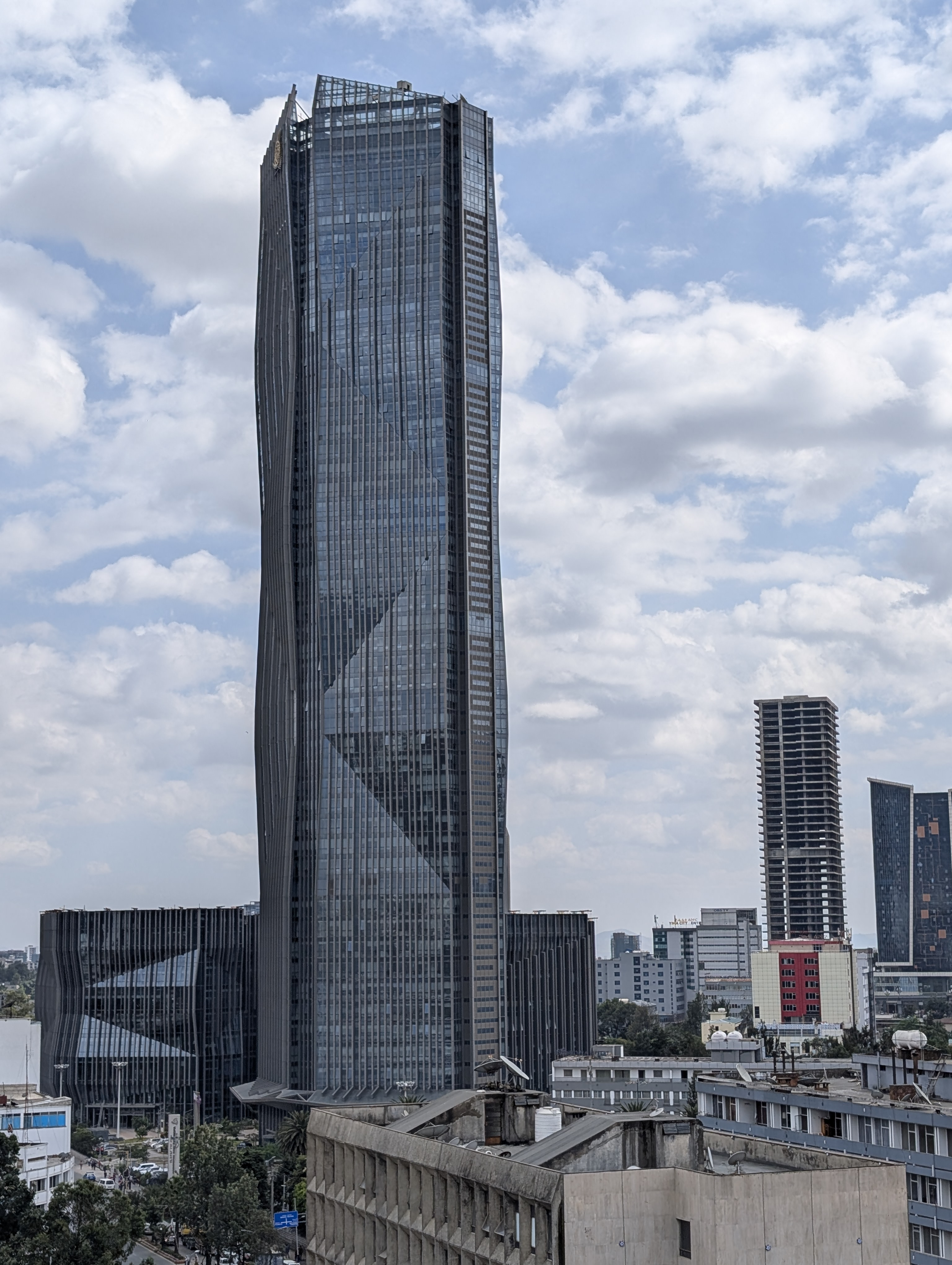
Neuer Sitz der Commercial Bank of Ethiopia in Addis Abeba

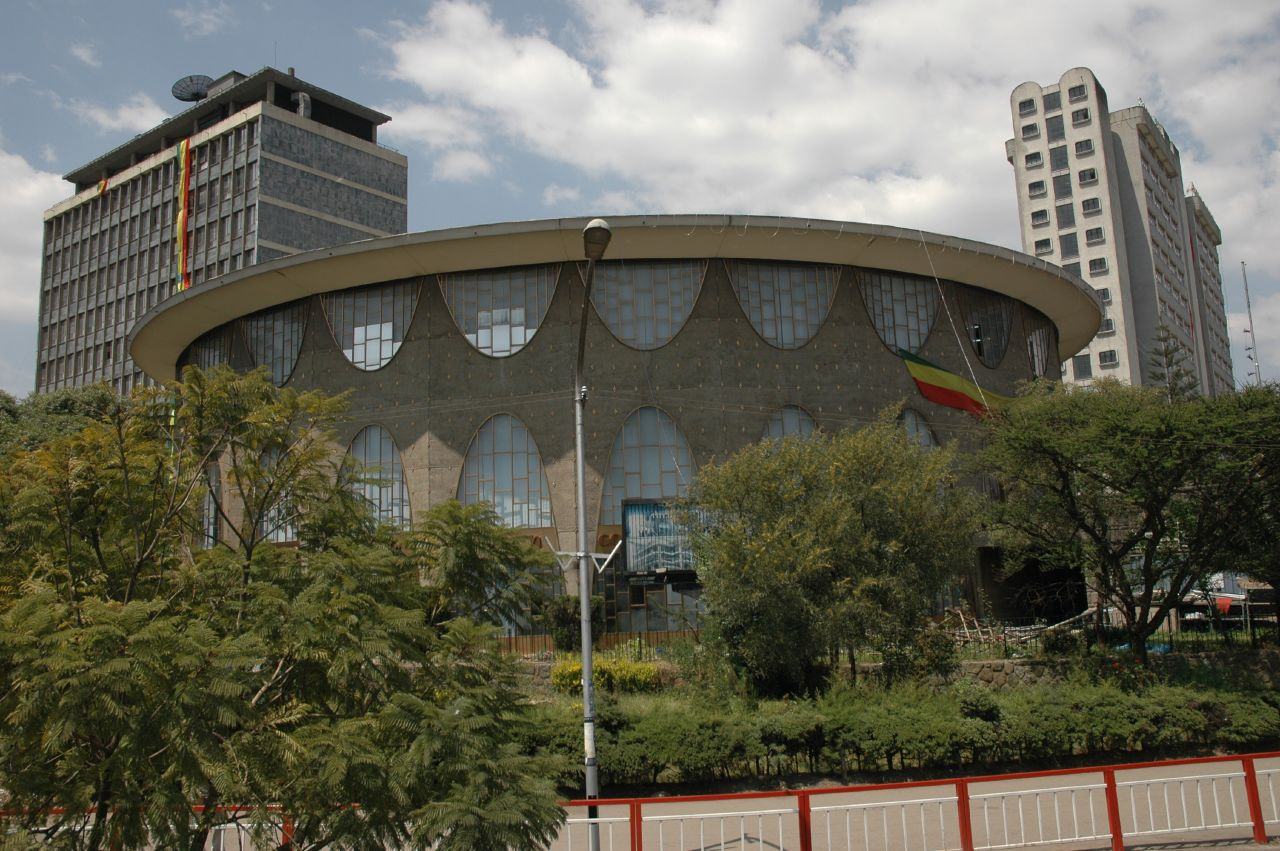
Alter Sitz der Commercial Bank of Ethiopia (Addis Abeba)

Die Commercial Bank of Ethiopia (CBE, amharisch የኢትዮጵያ ንግድ ባንክ yä-Ityoṗṗya Nəgədə Bank, deutsch „Äthiopische Handelsbank“) ist die größte Bank Äthiopiens mit einem Marktanteil von 74,1 Prozent (Juni 2004). Das staatliche Geldinstitut hat 453 Filialen (November 2011), die sich über die wichtigsten Städte des Landes verteilen, und zudem eine Filiale im Nachbarland Dschibuti.

## Geschichte
Die äthiopische Regierung zerlegte 1963 die im Jahr 1943 gegründete Äthiopische Staatsbank in die Äthiopische Nationalbank, die Zentralbank und die Commercial Bank of Ethiopia. Um die bestehenden Banken zu einer einzigen zusammenzulegen, integrierte die damals sozialistische Regierung 1980 die Addis Bank in die CBE. Die Addis Bank ging wiederum aus dem Zusammenschluss der verstaatlichten Addis Ababa Bank und der äthiopischen Töchter der Banco di Roma und Banco di Napoli durch die Regierung hervor. Seinerzeit hatte die Addis Ababa Bank 26 Filialen. 
Im Jahr 1994 wurde die Bank von der Regierung reorganisiert und wiedereröffnet. Vor kurzem wurde das Institut erneut von der Regierung restrukturiert, und es wurde ein Vertrag mit der Royal Bank of Scotland mit der Absicht der Managementberatung abgeschlossen.